# Ganga couronné
Pterocles coronatus
Espèce
Statut de conservation UICN

 LC  : Préoccupation mineure
Le Ganga couronné (Pterocles coronatus) est une espèce d'oiseaux de la famille des Pteroclidae.

## Répartition

Répartition de l'espèce.

Cette espèce vit depuis l'Ouest de l'Afrique jusqu'au Pakistan.

## Sous-espèces
Selon la classification de référence du Congrès ornithologique international (version 2.11, 2012) et Alan P. Peterson il existe cinq sous-espèces :
- P. c. coronatus Lichtenstein, 1823 — Ouest et centre du Sahara jusqu'à l'Est de l'Égypte et le Nord du Soudan ;
- P. c. vastitas Meinertzhagen, 1928 — péninsule du Sinaï dans le Nord-Est de l'Égypte jusqu'en Israël et en Jordanie ;
- P. c. saturatus Kinnear, 1927 — nord d'Oman ;
- P. c. atratus Hartert, 1902 — péninsule Arabique jusqu'au Sud de l'Afghanistan ;
- P. c. ladas Koelz, 1954 — Pakistan.